# さよならも言わないままで
「さよならも言わないままで」はMISIAの配信限定シングル。アリオラジャパンから2020年10月21日に配信された。

## 曲の詳細
1. さよならも言わないままで [5:17]
作詞：MISIA、作曲：松本俊明